# Rallye Dakar 1995
Navigation
Édition précédente Édition suivante
Le Rallye Dakar 1995, également connu sous le nom de Rallye Paris-Dakar 1995, était la 17e édition du rallye Dakar. La course a débuté hors de France pour la première fois, à Grenade en Espagne. Pierre Lartigue a remporté la classe auto pour la deuxième année consécutive, Bruno Saby finissant deuxième.
Stéphane Peterhansel a remporté son quatrième titre de motocycliste. Karel Loprais a remporté le titre de camion dans un Tatra 815.

## Étapes
| Étape | Date       | Départ                      | Arrivée                     | Total (km) |
| ----- | ---------- | --------------------------- | --------------------------- | ---------- |
| 1     | 1 janvier  | Grenade Espagne             | Motril Espagne              | 275        |
| 2     | 2 janvier  | Nador Maroc                 | Er Rachidia Maroc           | 619        |
| 3     | 3 janvier  | Er Rachidia Maroc           | Ouarzazate Maroc            | 574        |
| 4     | 4 janvier  | Ouarzazate Maroc            | Goulimine Maroc             | 646        |
| 5     | 5 janvier  | Goulimine Maroc             | Smara Sahara Occidental     | 486        |
| 6     | 6 janvier  | Smara Sahara Occidental     | Aousserd Sahara Occidental  | 585        |
| 7     | 7 janvier  | Aousserd Sahara Occidental  | Zouerate Mauritanie         | 628        |
|       | 8 janvier  | Jour de repos               |                             |            |
| 8     | 9 janvier  | Zouerate Mauritanie         | Chinguetti Mauritanie       | 514        |
| 9     | 10 janvier | Chinguetti Mauritanie       | Tidjikja Mauritanie         | 348        |
| 10    | 11 janvier | Tidjikja Mauritanie         | Aïoun El Atrouss Mauritanie | 429        |
| 11    | 12 janvier | Aïoun El Atrouss Mauritanie | Bakel Sénégal               |            |
| 12    | 13 janvier | Bakel Sénégal               | Labé Guinée                 | 632        |
| 13    | 14 janvier | Labé Guinée                 | Tambacounda Sénégal         | 820        |
| 14    | 15 janvier | Tambacounda Sénégal         | Dakar Sénégal               | 565        |

## Classements finaux

### Motos
27 des 95 motos inscrites ont terminé la course.
| Pos. | Pilote               | Constructeur |
| ---- | -------------------- | ------------ |
| 1    | Stéphane Peterhansel | Yamaha       |
| 2    | Jordi Arcarons       | Cagiva       |
| 3    | Edi Orioli           | Cagiva       |
| 4    | Fabrizio Meoni       | Honda        |
| 5    | Jean Brucy           | Honda        |
| 6    | Patrick Sireyjol     | KTM          |
| 7    | Jürgen Mayer         | KTM          |
| 8    | Gerard Jimmink       | Cagiva       |
| 9    | Jean-Claude Olivier  | Yamaha       |
| 10   | Fernando Gil         | KTM          |

### Autos
58 des 86 voitures inscrites ont terminé la course.
| Pos. | Équipage                                   | Constructeur |
| ---- | ------------------------------------------ | ------------ |
| 1    | Pierre Lartigue / Michel Périn             | Citroën      |
| 2    | Bruno Saby / Dominique Serieys             | Mitsubishi   |
| 3    | Kenjirō Shinozuka / - Henri Magne          | Mitsubishi   |
| 4    | Jean-Pierre Fontenay / Bruno Musmarra      | Mitsubishi   |
| 5    | Timo Salonen / Fred Gallagher              | Citroën      |
| 6    | Duarte Guedes / Jacky Dubois               | Nissan       |
| 7    | Thierry De Lavergne / Luis Arguelles       | Nissan       |
| 8    | Giacomo Vismara                            | Ssangyong    |
| 9    | Siriwattanakun Pornsawan / Tull Suwannakit | Mitsubishi   |
| 10   | Hiroshi Masuoka / Andreas Schulz           | Mitsubishi   |

### Camions
18 des 24 camions inscrits ont terminé la course.
| Pos. | Équipage                                         | Constructeur |
| ---- | ------------------------------------------------ | ------------ |
| 1    | Karel Loprais / Radomír Stachura / Tomáš Tomeček | Tatra        |
| 2    | Yoshimasa Sugawara / Hideki Shibata              | Hino         |
| 3    | Vlastimil Buchtyar / Milan Korený                | Tatra        |
| 4    | Gilbert Versino / J. Cassiot                     | Mercedes     |
| 5    | Klaus Bauerle / Stock                            | Mercedes     |
| 6    | Jean-Paul Bosonnet (it) / Serge Lacourt          | Mercedes     |
| 7    | Jérome Pelichet / Michel Gambillon               | Mercedes     |
| 8    | Henk Hellegers / Gerrit Supheert                 | Mercedes     |
| 9    | Laurent Granjon / Martineau                      | Mercedes     |
| 10   | Joseph Petit / Lodreo                            | Mercedes     |